# Ibn al-Tuwayr
Abu-Muhàmmad Abd-as-Salam ibn al-Hàssan al-Qaysaraní al-Misrí, més conegut com a Ibn at-Túwayr (1130-1220) fou un historiador egipci. Va escriure una "Històrie de les dues dinasties", sobre el període fatimita, citada molt com a referència pels historiadors de l'era mameluca, però actualment perduda.